# Ottla Kafka
Pour les articles homonymes, voir Kafka (homonymie).
Ottilie « Ottla » Kafka (29 octobre 1892 – 7 octobre 1943) est la plus jeune sœur de Franz Kafka. Sa sœur préférée, elle est sans doute aussi son plus proche parent et le soutient dans les moments difficiles. Leur correspondance est publiée sous le titre Lettres à Ottla et la famille.

## Biographie

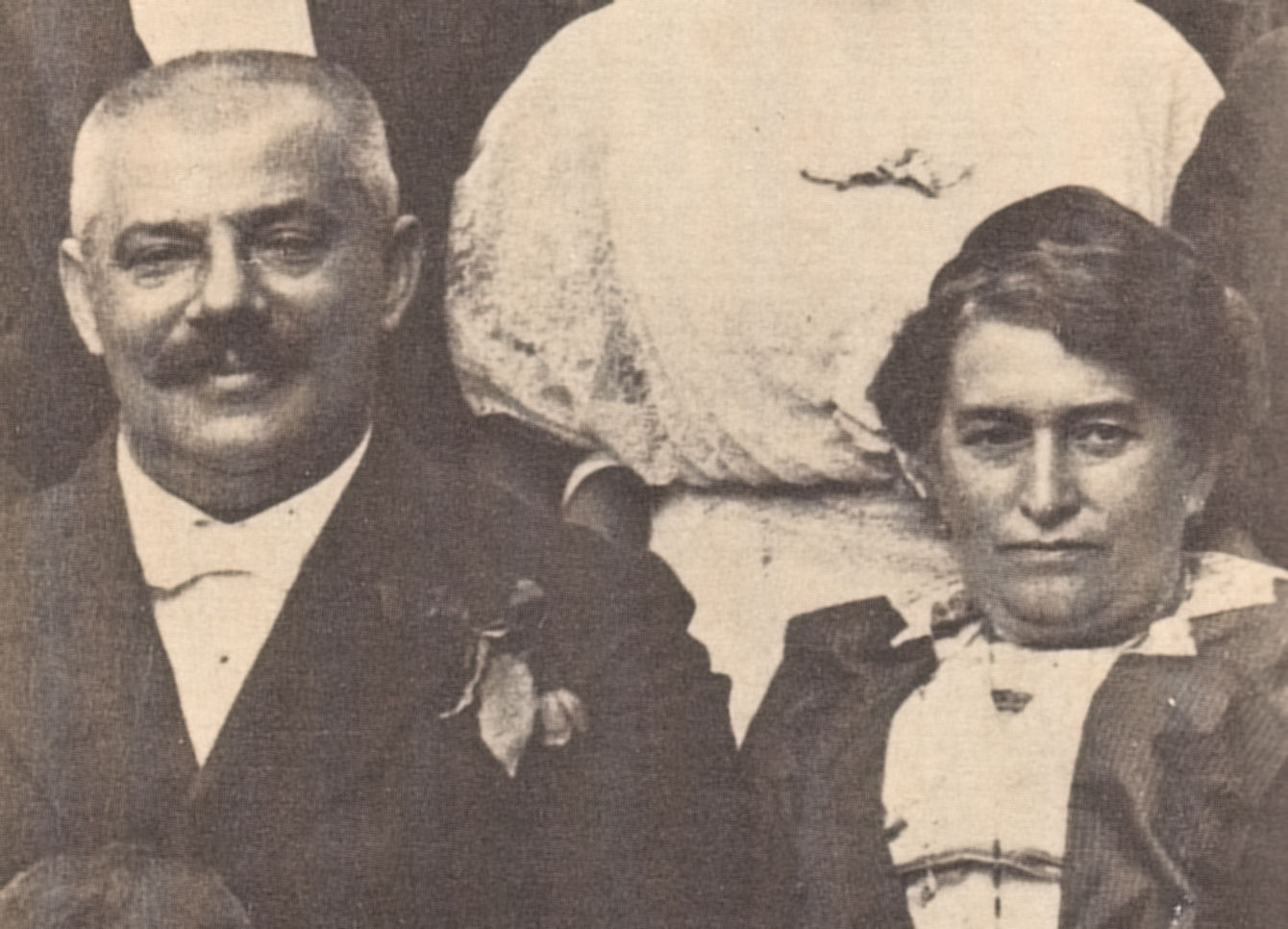
Hermann et Julie Kafka.

Ottilie, appelée Ottla par sa famille, est née à Prague, alors partie de l'Empire austro-hongrois, dans une famille de la classe moyenne juive ashkénaze. Son père est l'homme d'affaires Hermann Kafka (1852-1931), sa mère, Julie (1856-1934), est la fille de Jakob Löwy, un brasseur de Poděbrady. Elle a trois frère et sœurs, Franz, Gabriele (« Ellie ») (1889-1942) et Valérie (« Valli ») (1890-1942). Elle est la sœur préférée de son frère Franz. Elle est une de ses proches confidente (enge Vertraute), et il l'appelle son unbeschadet der Liebe zu den anderen, die bei weitem liebste (l'amour pour les autres nonobstant, de loin la plus chère). Il l'aide à obtenir une éducation dans un lycée agricole. Elle vit et travaille dans le domaine agricole de son beau-frère, Karl Hermann, à Zürau dans l'Ouest de la Bohême (maintenant Siřem, dans la commune de Blšany). En 1916-17, elle fournit à son frère un refuge pour écrire où il peut écrire de nombreuses histoires courtes. Franz vit aussi dans les biens immobiliers d'Hermann de septembre 1917 à avril 1918, souffrant de la tuberculose. Pendant ce temps, il écrit Die Zürauer Aphorismen (Les aphorismes de Zürau).
En juillet 1920, Ottla épouse le tchèque catholique Joseph David, contre l'avis de son père. Leurs filles, Věra, Helene et Iouri naissent en 1921, en 1923 et en 1929. Franz Kafka pourra voir grandir les deux ainées jusqu'à sa mort en juin 1924. Le mariage n'est pas heureux et le couple divorce en août 1942. Ottla perd alors sa protection contre la persécution des Juifs.
Comme beaucoup d'autres Juifs de Prague, Ottla et ses sœurs sont déportées pendant la Seconde Guerre mondiale par les nazis. Elli et Valli sont envoyées avec leurs familles dans le Ghetto de Łódź, où tous périssent. Ottla est envoyée au camp de concentration de Theresienstadt. Le 5 octobre 1943, Ottla accompagne volontairement les enfants déportés de Białystok. Lorsque le convoi atteint le camp de concentration d'Auschwitz deux jours plus tard, ils sont tous assassinés,,.

## Les lettres entre Ottla et Franz Kafka
La correspondance entre Franz et Ottla Kafka est préservée. Elle est d'abord publiée en langue originale en 1974 par Hartmut Binder et Klaus Wagenbach, et en anglais sous le titre Letters to Ottla & the Family. En français, les Lettres à Ottla et la famille sont publiées par Gallimard en 1978. En janvier 2011, il est annoncé que les lettres originales sont en vente lors d'une vente aux enchères à Berlin. La German Literature Archive de Marbach espère être en mesure de les obtenir avec l'aide du secteur privé ; en avril 2011, ils les obtiennent avec l'aide de la Bibliothèque Bodléienne d'Oxford. Ils remercient les héritiers Ottla pour leur volonté de les vendre avant la vente aux enchères, et ceux qui ont aidé à rendre possible la levée de fonds nécessaires, y compris un généreux donateur qui reste anonyme, à sa propre demande.